# مطار جناح الدولي
مطار جناح الدولي أو مطار كراتشي الدولي (إياتا:KHI، إيكاو:OPKC) هو مطار دولي يخدم كراتشي في باكستان، وسمي بهذا الاسم نسبة لمحمد علي جناح مؤسس دولة باكستان. وفي 2018 وصل عدد المسافرين الذين استخدموا المطار أزيد من 6 ملايين مُسافر حسب إحصائيات هيئة الطيران في باكستان، مما يجعله يحتل المرتبة الأولى في باكستان من حيث عدد المُسافرين. ويعتبر المطار أحد مراكز عمليات شركة الخطوط الجوية الباكستانية وشركة الطيران الباكستانية إيربلو. كما يتوفر المطار على بنية تحتية مهمة لصيانة الطائرات.
أغلب الوجهات الدولية التي ترتبط بمطار جناح الدولي هي وجهات نحو دول الشرق الأوسط، خصوصاً دبي، جدة، الشارقة، مسقط، الدوحة، أبوظبي، البحرين. ويرجع ذالك لتواجد نسبة كبيرة من المواطنين الباكستانين يشتغلون في الشرق الأوسط.

## شركات الطيران

### الركاب
| شركـات طيـران                     | الوجهات |
| --------------------------------- | --- |
| العربية للطيران                   | مطار الشارقة الدولي |
| طيران الصين                       | مطار بكين العاصمة الدولي1 |
| إيربلو                            | مطار دبي الدولي، مطار إسلام آباد الدولي، مطار علامه إقبال الدولي، مطار باجا خان الدولي، مطار كويته الدولي |
| AirSial                           | مطار إسلام آباد الدولي، مطار الملك عبد العزيز الدولي، مطار علامه إقبال الدولي، مطار باجا خان الدولي، مطار كويته الدولي |
| الخطوط الجوية الأذرية             | مطار حيدر علييف الدولي |
| باتيك إير ماليزيا                 | مطار كوالالمبور الدولي |
| أجنحة الشام للطيران               | مطار دمشق الدولي |
| طيران الإمارات                    | مطار دبي الدولي |
| الخطوط الجوية الإثيوبية           | مطار أديس أبابا بولي الدولي |
| الاتحاد للطيران                   | مطار زايد الدولي |
| فلاي جناح                         | مطار إسلام آباد الدولي، مطار علامه إقبال الدولي، مطار باجا خان الدولي، مطار كويته الدولي |
| فلاي دبي                          | مطار دبي الدولي |
| طيران ناس                         | مطار الملك عبد العزيز الدولي |
| طيران الخليج                      | مطار البحرين الدولي |
| الخطوط الجوية الإيرانية           | مطار الإمام الخميني الدولي |
| الخطوط الجوية العراقية            | مطار بغداد الدولي، مطار النجف الدولي |
| طيران الجزيرة                     | مطار الكويت الدولي |
| الطيران العماني                   | مطار مسقط الدولي |
| الخطوط الجوية الدولية الباكستانية | مطار الملك فهد الدولي، مطار دبي الدولي، مطار فيصل آباد الدولي، مطار كوادر الدولي، مطار إسلام آباد الدولي، مطار الملك عبد العزيز الدولي، مطار علامه إقبال الدولي، مطار الأمير محمد بن عبد العزيز الدولي، مطار ملتان الدولي، مطار مسقط الدولي، مطار كويته الدولي، Skardu، Sukkur، مطار تورونتو بيرسون الدولي، مطار تربت الدولي |
| خطوط بيغاسوس                      | مطار صبيحة كوكجن الدولي |
| الخطوط الجوية القطرية             | مطار حمد الدولي |
| طيران السلام                      | مطار مسقط الدولي |
| الخطوط السعودية                   | مطار الملك عبد العزيز الدولي، مطار الملك خالد الدولي |
| سيرين للطيران                     | مطار إسلام آباد الدولي، مطار الملك عبد العزيز الدولي، مطار علامه إقبال الدولي، مطار باجا خان الدولي، مطار كويته الدولي |
| الخطوط الجوية السريلانكية         | مطار باندارنيك الدولي |
| تابان للطيران                     | مطار مشهد الدولي |
| الخطوط الجوية الدولية التايلاندية | مطار سوفارنابومي الدولي |
| الخطوط الجوية التركية             | مطار إسطنبول الدولي |

### الشحن
| شركـات طيـران         | الوجهات                                                          |
| --------------------- | ---------------------------------------------------------------- |
| دي إتش إل للطيران     | مطار أبو ظبي الدولي، قاعدة بغرام، مطار البحرين الدولي            |
| MNG Airlines          | مطار كابل الدولي                                                 |
| الخطوط الجوية القطرية | مطار حمد الدولي                                                  |
| خطوط أس أف الجوية     | مطار ماكاو الدولي                                                |
| TCS Courier           | مطار دبي الدولي، مطار إسلام آباد الدولي، مطار علامه إقبال الدولي |
| الخطوط الجوية التركية | مطار باندارنيك الدولي، مطار إسطنبول الدولي، مطار شانغي سنغافورة  |
| YTO Cargo Airlines    | مطار كاشغر الدولي، مطار كونمينغ جانغشوي الدولي                   |